# ТКБ-0146
ТКБ-0146 (Тульское Конструкторское Бюро) — автомат конструкции И. Я. Стечкина, созданный для участия в конкурсе «Абакан». В ходе конкурса показал один из лучших результатов, однако в финале уступил автомату Никонова АН-94, имеющему с ним некоторые общие черты.

## Устройство и принцип действия
Автомат скомпонован по схеме «булл-пап». Действие автоматики основано на отводе пороховых газов из канала ствола через боковое отверстие, ход газового поршня короткий. Запирание затвора — поворотом на два боевых упора. В автомате воплощён принцип смещенного импульса отдачи при неподвижном магазине (в отличие от раннего варианта автомата АН-94 — автомата Никонова АС) при помощи двухступенчатой подачи патрона из магазина в патронник. Сначала патрон извлекается досылателем затворной рамы и подается на промежуточный подаватель-лоток, после чего затвор подает патрон с подавателя-лотка в патронник, а досылатель затворной рамы — следующий патрон на подаватель-лоток. При этом для заряжания и разряжания приходится дважды отводить рукоятку перезаряжания в заднее положение. При ведении огня в режиме смещенного импульса отдачи (положение переводчика режимов огня «2»), первый выстрел производится наколом капсюля ударником при воздействии на него курка. После выстрела с началом отката подвижных частей (ствола и ствольной коробки) стреляная гильза извлекается из патронника и подается в гильзоотвод при помощи рычажного отражателя на затворной раме, затворная рама успевает подать с подавателя-лотка второй патрон и через специальный выступ воздействовать на ударник — происходит второй выстрел. После чего подвижные части приходят в заднее положение — стрелок получает импульс отдачи от двух выстрелов. При движении вперёд, затвор специальным выступом выталкивает гильзу из кожуха ствольной коробки наружу через окно выброса гильз, расположенное справа над рукояткой управления огнём (таким образом снимаются также проблемы выброса стреляных гильз при стрельбе с левой руки и загазованности в районе лица стрелка). Окно выброса гильз и вырез для рукоятки перезаряжания закрыты подпружиненными крышками. При ведении огня очередями в обычном темпе и одиночными выстрелами накол капсюля каждый раз происходит при помощи курка.
Предохранитель-переводчик режимов огня установлен на левой стороне кожуха ствольной коробки, имеет 3 положения — «П» (предохранитель включен), «О-А» (одиночный или автоматический огонь, выбор осуществляется степенью нажима на спуск), «2» (огонь с отсечкой по 2 выстрела в высоком темпе стрельбы). Питание осуществляется из отъёмного рожкового магазина ёмкостью 30 патронов, аналогичного магазину автомата АК-74. Изначально планировалось питание из магазина повышенной ёмкости, четырёхрядного на 60 патронов, однако в срок добиться его эффективной работы не удалось, и на конкурс ТКБ-0146 пришлось переоборудовать для питания патронами из магазина автомата АК-74.
Прицел механический, диоптрический, имеет 6 положений — «П», «7», «2», «3», «4», «5», установлен на небольшом основании на крышке кожуха ствольной коробки. Автомат комплектуется принадлежностью, футляр для которой находится в затыльнике приклада. Основной калибр автомата — 5,45×39 мм.

## Дальнейшая судьба
ТКБ-0146, наряду с автоматами АС и АСМ конструкции Никонова, был допущен к оценочным полигонным испытаниям, по итогам которых к принятию на вооружение рекомендован был автомат АСМ Никонова (в дальнейшем известный под наименованием АН-94). Автомат же Стечкина, проиграв АН-94 в надёжности, в отличие от другого неудачника конкурса — АЕК-971, получил куда меньшую известность и более не производился.